# Ionel Ganea
Ioan Viorel Ganea, também conhecido como Ionel Ganea (10 de agosto de 1973), é um ex-futebolista romeno.